# جبل بيسجاة (نيويورك)
جبل بيسجاة، هو جبل يقع في جبال كاتسكيل في نيويورك جنوب شرق مركز بوفينا. يقع جبل جرايز وتل فورد وتل دينجل جنوب جبل بسجة.

## انظرأيضًا
- جبل فيزوف
- جبل إفرست
- جبل كليمنجارو